# Pomponesco
Pomponesco – miejscowość i gmina we Włoszech, w regionie Lombardia, w prowincji Mantua.
Według danych na rok 2004 gminę zamieszkiwało 1555 osób, 129,6 os./km².